# The Mysterious Mr. Browning
The Mysterious Mr. Browning è un film muto del 1918 diretto da Sidney M. Golden (Sidney M. Goldin).

## Trama
Lo stimato e ricco mister Browning di notte si trasforma in Red Harrigan, frequentatore di bettole e di malavitosi. Messo a capo di una gang, Harrigan è protagonista di una serie di fughe e di inseguimenti. Un detective sulle sue tracce scoprirà che Browning è suo fratello. E che il motivo della sua doppia vita era proprio quello di riuscire a ritrovarlo.

## Produzione
Il film fu prodotto dalla H.N. Nelson Attractions, una compagnia che produsse questo solo film.
Fu girato nel Michigan a Detroit all'Homes & parks on Woodward Avenue & the Detroit River e al Residence of H.N. Torrey di Grosse Pointe Shores nell'estate del 1918.

## Distribuzione
Distribuito dalla Arrow Film Corporation, il film uscì nelle sale cinematografiche USA nel 1918. Uscì in prima il 15 dicembre 1918 a Detroit.